# Tęczki
Tęczki – wieś w Polsce położona w województwie mazowieckim, w powiecie siedleckim, w gminie Zbuczyn. Ma status sołectwa.
W 2016 został założony klub piłkarski Niwa Tęczki, który w sezonie 2020/2021 gra w klasie B w grupie Siedlce.
W latach 1975–1998 miejscowość administracyjnie należała do województwa siedleckiego.
Wierni Kościoła rzymskokatolickiego należą do parafii Matki Bożej Częstochowskiej w Krzesku-Majątku.
We wsi działa reaktywowana w 2009 roku jednostka Ochotniczej straży pożarnej. W jej posiadaniu jest średni samochód ratowniczo-gaśniczy GBA 2,5/24 Iveco z 1982 roku. 